# Otto Friedrich von Schönburg-Waldenburg

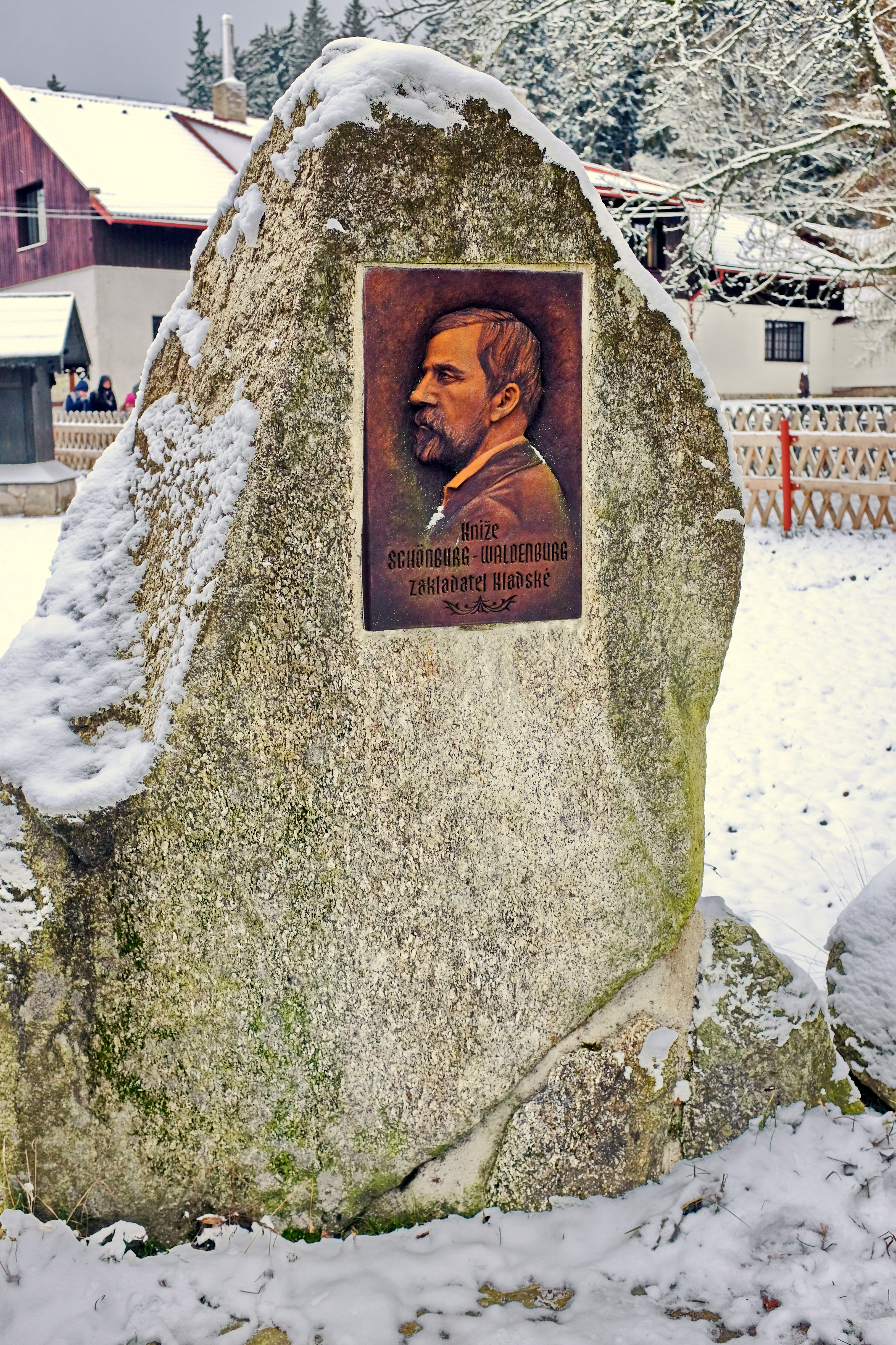
Gedenkstein für Otto Friedrich von Schönburg-Waldenburg in Kladská

Otto Friedrich von Schönburg-Waldenburg (* 22. Oktober 1819 in Waldenburg (Sachsen); † 13. Dezember 1893 ebenda) war Mitglied im Sächsischen Landtag und seit 1859 3. Fürst von Schönburg.

## Leben
Er war der Sohn von Fürst Otto Victor I. von Schönburg (* 1. März 1785 in Waldenburg; † 16. Februar 1859 in Leipzig) und Thekla Prinzessin von Schwarzburg-Rudolstadt (* 23. Februar 1795 in Rudolstadt; † 4. Januar 1861 in Gauernitz), Tochter des Fürsten Ludwig Friedrich II. von Schwarzburg-Rudolstadt.
Otto Friedrich besuchte das Pädagogium der Franckeschen Stiftungen in Halle und studierte anschließend Rechtswissenschaften an der Universität Tübingen, der Universität Göttingen und der Universität Leipzig. Im März 1848 reiste er nach England, Frankreich und Belgien. Nach dem Tod des Vaters übernahm Otto Friedrich 1859 die Herrschaften Waldenburg und Lichtenstein als Allein- und Hartenstein und Stein als Mitbesitzer. 1865 erwarb er Teile des Kaiserwaldes, ließ das Gebiet aufforsten und durch neue Wege erschließen. Ab 1873 ließ Otto Friedrich dort das repräsentative Jagdschloss Glatzen im alpenländischen Stil anlegen. Mit dem Kauf der Güter Schönlind und Rockendorf konnte er in den 1880er und 1890er Jahren seinen böhmischen Besitz auf 6000 ha vergrößern.
1863 trat Otto Friedrich in die Erste Kammer des Sächsischen Landtags ein, in der er als schönburgischer Bevollmächtigter wechselweise die Lehnsherrschaften (1863–1864 und 1869–1874) und die Rezessherrschaften (1866) vertrat. Otto Friedrichs politisches Wirken erstreckte sich v. a. auf die Verhandlungen zur Einführung der sächsischen Gerichtsorganisation in den schönburgischen Rezessherrschaften.

## Familie
Aus seiner Ehe mit Pamela, geb. Freiin Łabuńska (* 31. August 1837; † 18. Juli 1901) gingen sieben Kinder hervor:
- Otto Carl Victor (* 1. Mai 1856; † 18. November 1888)

⚭ Lucie Prinzessin zu Sayn-Wittgenstein-Berleburg (1859–1903),
- Otto Ludwig (* 29. März 1860; † 13. März 1888), Zögling an der Ritterakademie Brandenburg, Leutnant[1]
- Thekla Marie Julie (* 21. Dezember 1862; † 15. April 1869),
- Elisabeth Mathilde (* 27. April 1864; † 1. Februar 1949)

⚭ Ernst Gundaccar Viktor, Graf von Wurmbrand-Stuppach (1866–1924),
- Otto Sigismund, Prinz von Schönburg-Waldenburg (* 8. April 1866; † 11. November 1936), Dr. jur.[2]

⚭ Emilie Friederike Elfriede Handschke (1876–1964),
- Heinrich Otto Friedrich (* 17. September 1867; † 24. Mai 1937)

⚭ Marie Luise, Baroness von Simolin-Wettberg (1874–1956),
- Helene Luise (* 31. Dezember 1869; † 30. August 1941).[3]